# 蒂和米
蒂和米（法語：Thue et Mue，法語發音：[ty e my]），简称蒂-米或蒂米，是法国卡尔瓦多斯省的一个市镇，属于卡昂区。该市镇于2017年由原市镇布雷特维尔-洛格约斯、布鲁艾、舍村、勒梅尼勒帕特里、贝桑地区皮托和圣克鲁瓦格朗托讷合并而成，行政中心位于布雷特维尔-洛格约斯。

## 地名
该市镇得名于流经的蒂河（市镇北部）和米河（市镇南部）。

## 地理
蒂和米（49°12'41"N, 0°30'50"W）面积36.82 平方千米，位于法国诺曼底大区卡爾瓦多斯省，该省份为法国西北部沿海省份，北濒大西洋英吉利海峡，东北与滨海塞纳省以海上边界相接，东临厄尔省，南至奧恩省，西与芒什省接壤。
与蒂和米接壤的市镇（或旧市镇、城区）包括：贝桑地区穆兰、罗镇、圣芒维厄-诺雷、韦尔松、穆昂、蒙德兰维尔、奥东河畔格兰维尔、泰塞勒、丰特奈勒佩内勒、克里斯托、欧德里约、卢塞勒。
蒂和米的时区为UTC+01:00、UTC+02:00（夏令时）。

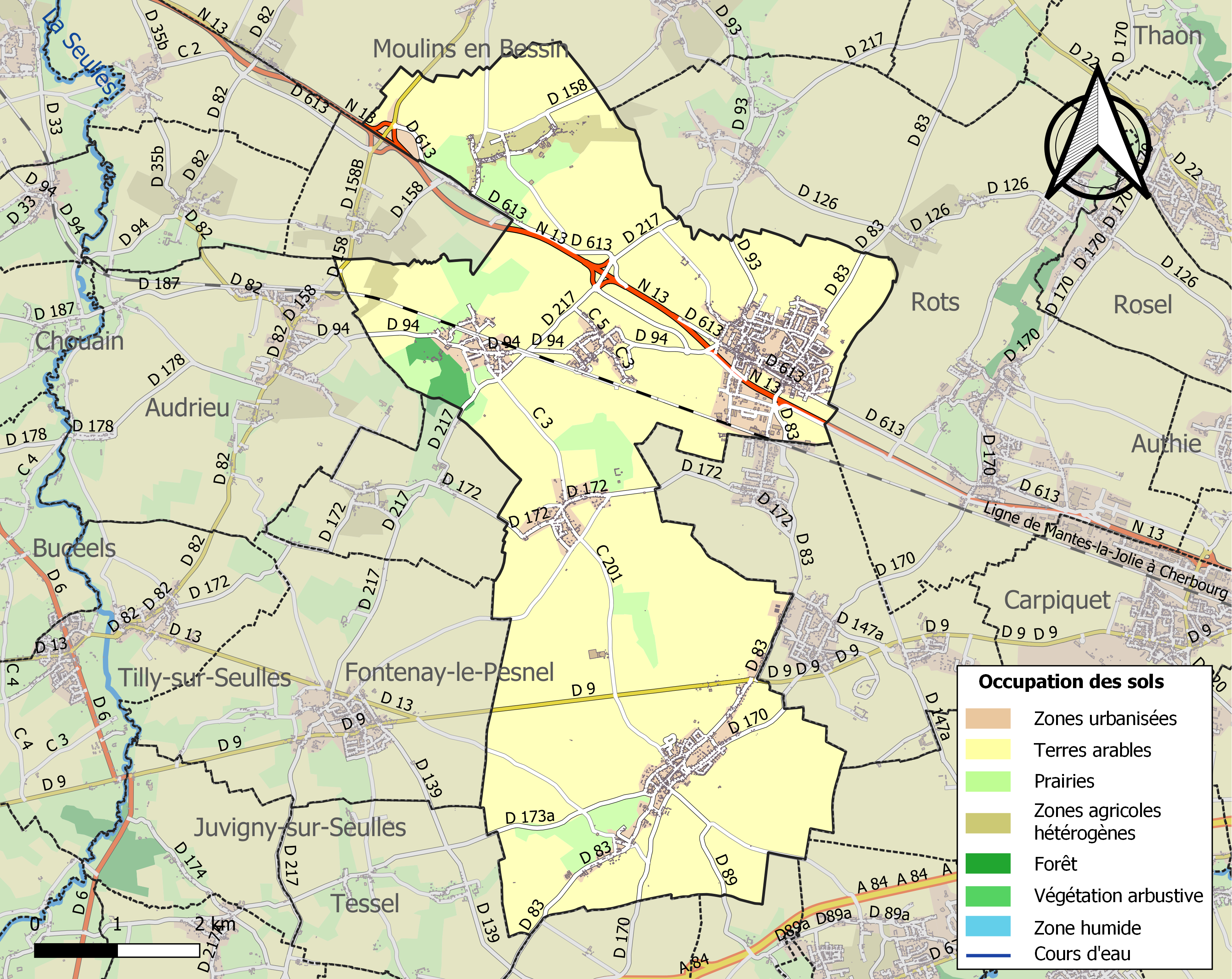
蒂和米的OSM定位图

## 行政
蒂和米的邮政编码为14740，INSEE市镇编码为14098。

## 政治
蒂和米所属的省级选区为蒂和米县，同时也是该县的中央投票站所在地。

## 人口
蒂和米于2022年1月1日时的人口数量为6189人。